# ليوبولد أوقست أبيل
ليوبولد أوقست أبيل (بالألمانية: Leopold August Abel)‏ هو ملحن ورسام ألماني، ولد في 24 مارس 1718 في كوتن في ألمانيا، وتوفي في 25 أغسطس 1794 في لودفيغسلوست في ألمانيا.

## وصلات خارجية
- ليوبولد أوقست أبيل على موقع ميوزك برينز (الإنجليزية)
- ليوبولد أوقست أبيل على موقع ديسكوغز (الإنجليزية)